# SLM Eb 3/5
Die Eb 3/5 war eine Hochdrucklokomotive der Schweizerischen Lokomotiv- und Maschinenfabrik (SLM), die zu Versuchszwecken gebaut wurde.

## Geschichte

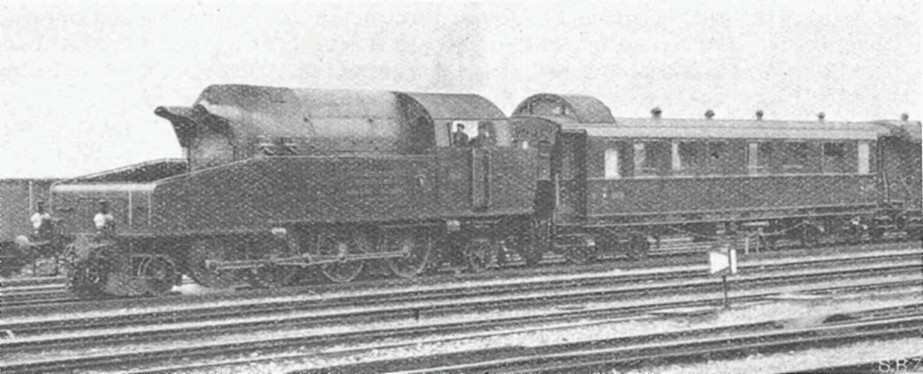
Versuchszug mit der SLM-Hochdrucklokomotive und dem Dynamo-meterwagen der SBB. An der Vorderseite der Rauchkammer sind die beiden Ansaugöffnungen der Verbrennungsluftvorwärmer zu sehen.

Die SLM beschloss im Jahre 1926 eine Hochdrucklokomotive mit Wasserrohrkessel auf eigene Rechnung zu bauen. Vor dem Bau der Lokomotive wurden der Kessel und die Dampfmaschine über ein Jahr auf einem Prüfstand erprobt. Nachdem die Lokomotive im November 1927 fertiggestellt war, begannen die Streckenversuche. Die Lokomotive wurde dann in den regulären Dienst der Schweizerischen Bundesbahnen (SBB) eingestellt, wo sie mit der B 3/4 verglichen wurde. Die Ergebnisse zeigten, dass die Hochdrucklokomotive im Vergleich zu einer konventionellen Lokomotive 35 bis 40 % weniger Kohle und nur die Hälfte des Wassers verbrauchte. Versuchsfahrten wurden auch in Österreich und Frankreich durchgeführt.
Die Versuche in Frankreich führte zur Bestellung der 232 P 1 durch die französische Nordbahn.
Obwohl die Fahrten erfolgreich waren, wurde die Hochdrucklokomotive 1940 abgebrochen. Wegen der weit fortgeschrittenen Elektrifizierung der Schweizer Bahnen war kein Bedarf an Dampflokomotiven mehr vorhanden.

## Technik
Die Dampflokomotive wurde für einen maximalen Betriebsdruck von 60 atü gebaut. Vor dem kurzen und hohen Dampfkessel befand sich der rasch laufende dreizylindrige Dampfmotor mit Nockenwellensteuerung, der bei 80 km/h 700 min−1 erreichte. Er trieb über ein Zahnradvorgelege und Kuppelstangen die drei Triebachsen an. Der Dampfmotor arbeitete nach dem Gleichstromprinzip. Die Füllung konnte nur in sechs Stufen verstellt werden, was aber gegenüber einer normalen Dampflokomotive mit stufenloser Regelung im Fahrbetrieb kein Nachteil war.
Der SLM-Wasserrohrkessel bestand aus einer Feuerbüchse mit seitlichen Wasserohrwänden und Wasserrohrdecke, die in einer grossen oberen Trommel endete. Unten längs waren zwei kleinere Trommeln zum Fassen der Rohre angeordnet. Nach dem Regler passierte der Dampf einen Überhitzer, bevor er zum Dampfmotor gelangte. Abdampf- und Rauchgasvorwärmer erwärmten das Speisewasser nahezu auf Kesseltemperatur, wodurch die Kesselsteinausscheidung in den Vorwärmern und nicht im schwierig zu reinigenden Wasserrohrkessel erfolgte.

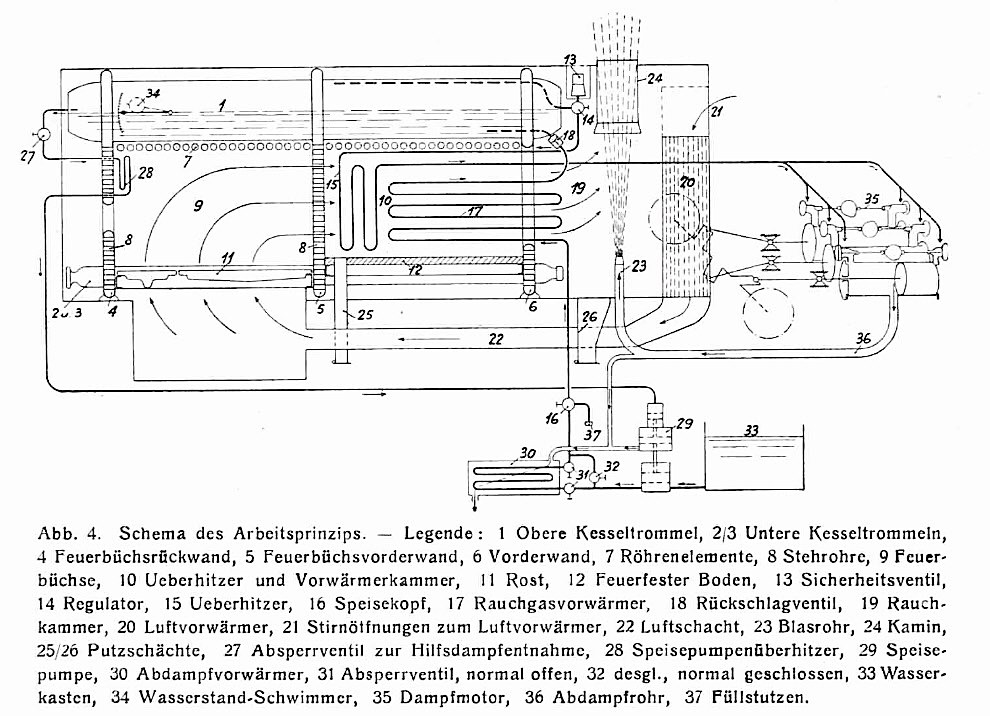
Arbeitsprinzips der Hochdrucklokomotive
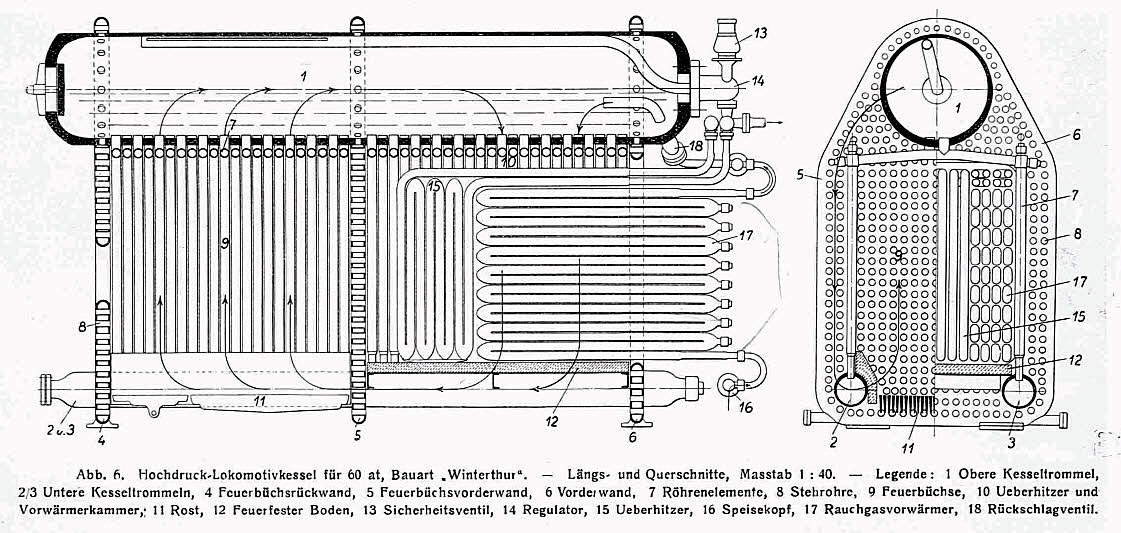
Zeichnung des Kessels

### Umbauten
Bereits nach kurzer Zeit wurden die Verbrennungsluftvorwärmer entfernt. Sie konnten nur wenig Wärme zurückgewinnen und verursachten einen für den Nutzen nicht gerechtfertigten Wartungsaufwand. Nach den Versuchsfahrten in Frankreich wurde 1930 die Dauerleistung des Kessels erhöht, indem durch Einbau von zusätzlichen Wasserrohren die Strahlungsheizfläche von 11,7 m³ um 20 % auf 14,3 m³ vergrössert wurde. Zusätzlich wurde die Rauchgasführung beim Speisewasservorwärmer verbessert.

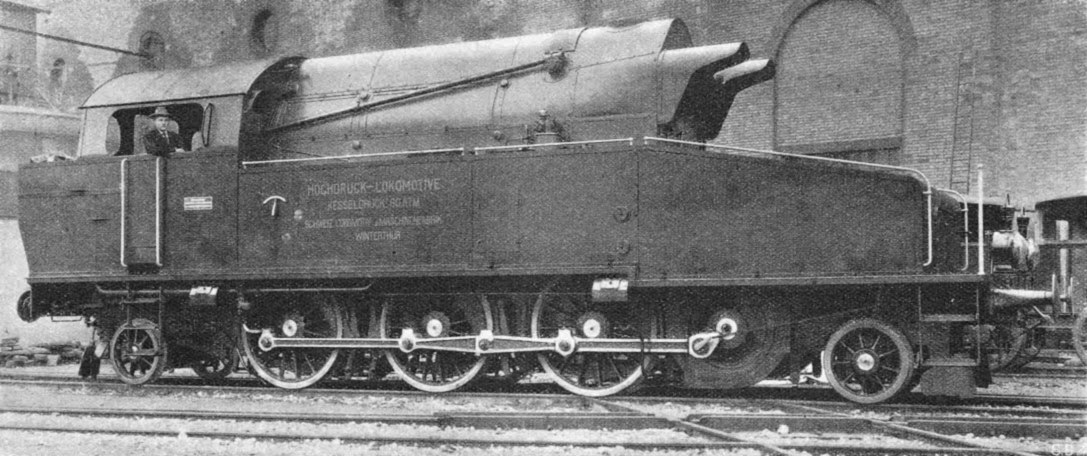
1927 vor dem Umbau
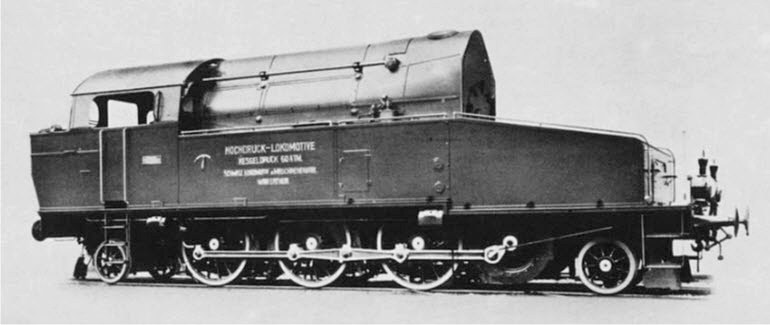
1930 nach dem Umbau. Die Verbrennungsluftvorwärmer sind entfernt, die dazu gehörenden Öffnungen verschlossen.
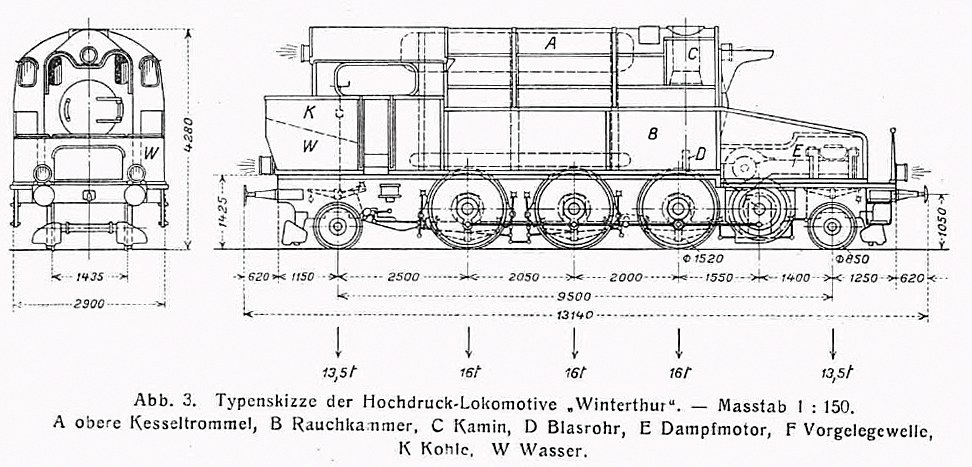
Typenskizze